# کینازهای برون‌سلولی تنظیم‌شونده با پیام سلولی
کینازهای برون‌سلولی تنظیم‌شونده با پیام سلولی (انگلیسی: Extracellular signal-regulated kinases) یا به اختصار ERK که با نام مَـپ کینازهای کلاسیک هم شناخته می‌شوند، مولکول‌های پروتئین کیناز پیام‌رسان درون‌سلولی هستند که در تنظیم میوز، میتوز و فاز جی صفر در سلول‌های مختلف دخالت دارند. محرک‌های گوناگونی همچون فاکتور رشد، سیتوکین‌ها، عفونت ویروسی، لیگاندهای گیرنده جفت‌شونده با پروتئین جی، عوامل تراریختی و مواد سرطان‌زا قادر به تحریک مسیرهای ERK هستند.
در زیست‌شناسی مولکولی، گاهی از عبارت «کینازهای برون‌سلولی تنظیم‌شونده توسط پیام سلولی» به عنوان معادلی برای پروتئین کیناز فعال‌شده با میتوژن (MAPK) استفاده می‌شود، اما اخیراً این عبارت را به‌طور اختصاصی برای خانوادهٔ MAPK موجود در پستانداران استفاده می‌شود.
در مسیر MAPK/ERK، مولکول Ras، ابتدا مولکول C-Raf، سپس کیناز پروتئین کیناز فعال‌شده با میتوژن و سرانجام مولکول MAPK1/2 را فعال می‌کند. Ras عموماً توسط هورمون رشد و از طریق تیروزین کیناز گیرنده‌ای و GRB2/SOS تحریک می‌شود، اما ممکن است محرک‌های دیگری هم داشته باشد، همچون پروتئین ELK1 و برخی پروتئین‌کینازهای پائین‌دست دیگر.
اختلال در مسیرهای مولکولی ERK در سرطان‌ها شایع است، به‌ویژه Ras، C-Raf و گیرنده‌هایی همچون HER2/neu.

## اهمیت بالینی
فعال‌شدن مسیر مولکولی ERK1/2 توسط پیام سلولی RAS/RAF، آسیب‌دیدگی و استرس اکسیداتیودی‌ان‌ای، منجر به پیرشدگی سلول می‌شود. آسیب‌های خفیف به مولکول دی‌ان‌ای، با تحریک ERK1/2 سبب پیری سلول می‌شوند؛ حال آنکه آسیب‌های شدید به مولکول دی‌ان‌ای، مسیر ERK1/2 را فعال نمی‌کند، بلکه از طریق آپوپتوز سبب مرگ سلول می‌شود.